# Caixa Econômica Federal
Caixa Econômica Federal, Кайша Экономика Федерал — бразильский государственный сберегательный банк. В основном специализируется на приёме сберегательных вкладов и ипотечном кредитовании, также имеет монополию на проведение федеральных лотерей и на сеть ломбардов. Входит в сотню крупнейших банков мира.

## История
Первый сберегательный банк в Бразилии был основан в Рио-де-Жанейро 12 января 1861 года указом императора Педру II под названием Caixa Económica e Monte de Socorro. Банк был создан для приёма сберегательных вкладов и выдачи ссуд под залог, в основном ориентируясь на малообеспеченные слои населения и нижний средний класс. С 1931 года начал выдавать ипотечные кредиты. В 1934 году банк получил монополию на деятельность ломбардов, а в 1961 году — на организацию федеральных лотерей. В 1970 году 21 региональный сберегательный банк были объединены в Caixa Econômica Federal. В 1986 году банку были переданы активы обанкротившегося ипотечного банка Banco Nacional de Habitação. В 2001 году была проведена программа рефинансирования государственных банков Бразилии для приведения их к нормативам базельских соглашений, в частности Caixa Econômica Federal получил от правительства 86,7 млрд реалов, также была модернизирована система управления банком, а просроченные кредиты проданы специально созданному федеральному агентству.

## Деятельность
Деятельность осуществляет через дочерние структуры CAIXAPAR, CAIXA Seguridade (управление активами и операции с ценными бумагами), CAIXA Loterias (организация лотерей) и CAIXA Cartões (выпуск банковских карт). Сеть банка насчитывает 4200 отделений, 28,2 тысячи банкоматов и 22 тысячи лотерейных киосков. Обслуживает 143,8 млн частных счетов и 2 млн корпоративных. Активы под управлением составляют 2,55 трлн реалов ($490 млрд). Из 1,45 трлн реалов активов на конец 2020 года 787 млрд составили выданные кредиты (из них почти две трети ипотечные, ещё 20 % составили кредиты под коммерческую недвижимость), также является держателем около 10 % гособлигаций. Принятые депозиты составили 619 млрд реалов.
Банком на 2020 год было выпущено 209 млн банковских карт, по ним было обработано 3,88 млрд транзакций на сумму 308 млрд реалов.
Выручка от организации лотерей составила в 2020 году составила 17,1 млрд реалов, из них 5,8 млрд было выплачено в виде выигрышей и призов, 8 млрд направлено федеральному правительству на социальные программы, остальное составили организационные расходы.